# 大野俊一
大野 俊一（おおの しゅんいち、1903年1月29日 - 1980年3月26日）は、ドイツ文学者、比較文学者。

## 経歴
1903年、東京・浅草に生まれた。第一高等学校を経て、東京帝国大学独文科に入学。1927年に卒業。1931年に渡欧し、パリとベルリンで独仏語ならびに文学を学び、1935年帰国。
帰国後は様々な翻訳を行った。1936年に外務省嘱託となり、1937年に応召。1941年からは情報局嘱託として勤務。1943年に再び応召、1945年に帰国した。
太平洋戦争後
戦後は翻訳に従事するとともに、非常勤講師や研究に従事。1957年、慶應義塾大学文学部教授に就任。1963年、『ゲーテとフランス』を慶応大学に提出して文学博士号を取得。1970年に慶応大学を定年となり、その後は武蔵大学教授となった。1973年に武蔵大学を定年となり、その後は特任教授として勤務した。また関西大学教授も務めた。

## 著作

### 著書
- 『ABCから学ぶ』弘学社 1948
- 『入門和文英訳と英文和訳』潮文閣 1950
- 『入門英作文と英文法』潮文閣 1950
- 『入門英文解釋』潮文閣 1950
- 『ABCから会話まで』潮文閣 1950
- 『教養ドイツ語読本』編著、第三書房 1960

### 訳書
- 『現代の独逸文学』フェリックス・ベルトー（フランス語版）著、厚生閣書店(現代の芸術と批評叢書) 1929
  - 復刻 ゆまに書房 1994
- 『ジョセフ・フーシェ 革命期の大スパイ』シュテファン・ツワイク著、春陽堂 1931
- 『シュニッツラー短編全集』(全5巻)　河出書房 1936-1937[2]
- 『ドイツ論』アンリ・ベール著、万里閣 1941
- 『近代ドイツ、その発展』アンリ・リシュタンベルジュ（英語版）著、愛宕書房 1941
- 『夢に生きる人々』アンドレ・モロア著、白水社 1941
- 『コロンブス：其の生涯と世界探検史』ヤーコプ・ヴァッサーマン著、山邦出版社 1942
- 『フランス文化論』E・R・クゥルティウス著、創元選書 1942
  - みすず書房 1977年、新版(改訳版) 1989年
- 『ヨーロッパの諸言語』アントワーヌ・メイエ著、三省堂 1943
- 『民族学の歴史と方法』ヴィルヘルム・シュミット,ヴィルヘルム・コッパーズ（ドイツ語版）著、彰考書院 1944
  - 『民族と文化』(上・下) 河出書房新社 1970 - 改訳版
- 『現代ヨーロッパに於けるフランス精神』クゥルティウス著、生活社 1944／角川文庫 1955
  - 『現代ヨーロッパにおけるフランス精神』みすず書房 1980 - 改訳版（宮下啓三解説）
- 『現代フランスの文学開拓者』クゥルティウス著、白日書院 1947
- 『影を売った男』アーデルベルト・フオン・シャミッソー著、青磁社(青磁文庫) 1948
- 『大いなる魂の発展 ゲーテとともに』ウォルデマール・ビーダーマン（英語版）,フロドアルド・ビーダーマン編、角川書店（全3巻）1948-1949
  - 改題『ゲーテ対話録』(1・2) 白水社 1962-63（全5巻）
- 『世界周航』シャミッソー著、大学書林 1948
- 『宝島』スチヴンソン著、潮文閣(世界少年名作文庫) 1949
- 『非政治的人間の省察第1 文明について』 トーマス・マン著、創元社 1950
- 『ニーチェ』ダニエル・アレヴィー著、新潮社 1953
- 『魅せられた魂』(世界文豪名作全集 1・2)ロマン・ロラン著、河出書房 1953
- 『ゲーテ伝』（全4巻）ハイネマン著、岩波文庫 1955-1958、復刊 1983
- 『わが青春のマリアンヌ』ペーター・メンデルスゾーン（英語版）著、雲井書店 1955
- 『死線48時間：スターリンオルゲル』ゲルト・レーディヒ（英語版）著、鱒書房 1956
- 『民族と文化 諸民族の社会と経済』シュミット著、河出書房 1957
- 『イタリアの旅』(全集10) ゲーテ著、人文書院 1960 - 抜粋訳
- 『バイロン伝』アンドレ・モロア著、角川文庫 1968